# Filtro activo

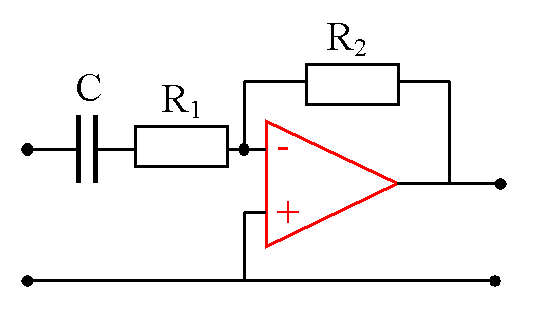
Un ejemplo de filtro activo paso alto. Un amplificador operacional (el elemento activo) es resaltado en color rojo.

Un filtro activo es un filtro electrónico analógico distinguido por el uso de uno o más componentes activos (que proporcionan una cierta forma de amplificación de energía), que lo diferencian de los filtros pasivos que solamente usan componentes pasivos. Típicamente este elemento activo puede ser un tubo de vacío, un transistor o un amplificador operacional.
Un filtro activo puede presentar ganancia en toda o parte de la señal de salida respecto a la señal de entrada. En su implementación se combinan elementos activos y pasivos, siendo frecuente el uso de amplificadores operacionales, que permite obtener resonancia y un elevado factor Q sin el empleo de bobinas.
Se pueden implementar, entre otros, filtros paso bajo, paso alto, paso banda. 
Configuraciones de circuitos de filtro activo incluyen:
- Filtro de Sallen-Key
- Filtro de estado variable